# جاد اپتاو
جاد اپتاو (به انگلیسی: Judd Apatow) (زاده ۶ دسامبر ۱۹۶۷) فیلمنامه‌نویس و کارگردان آمریکایی است. تخصص وی بیشتر در فیلم‌های کمدی است.

## گزیده فیلم‌شناسی
- ۱۹۹۵: چاقالوها
- ۱۹۹۸: فریک‌ها و گیک‌ها
- ۲۰۰۵: باکره چهل‌ساله
- ۲۰۰۸: فراموش کردن سارا مارشال
- ۲۰۰۹: سال یکم
- ۲۰۰۹: آدم‌های بامزه
- ۲۰۱۰: بیارش گریک
- ۲۰۱۱: ساقدوش‌ها
- ۲۰۱۱: نگهبان باغ‌وحش
- ۲۰۰۷: باردار
- ۲۰۱۲: این است ۴۰
- ۲۰۱۵: فاجعه
- ۲۰۱۶: ستاره‌های پاپ: هرگز متوقف نمی‌شوند
- ۲۰۲۰: پادشاه جزیره استیتن